# Marquesado de la Torrehermosa
El marquesado de la Torrehermosa es un título nobiliario español creado el 14 de abril de 1753 por el rey Fernando VI a favor de Juan Fermín de Apesteguía y Ubago, alcalde de la Santa Hermandad de Ica en Perú.

## Nota
En distintas épocas, se alude a este título como marquesado de Torrehermosa o de la Torrehermosa.

## Marqueses de la Torrehermosa
|                                 | Titular                                   | Periodo                  |
| Creación por Fernando VI        | Creación por Fernando VI                  | Creación por Fernando VI |
| ------------------------------- | ----------------------------------------- | ------------------------ |
| I                               | Juan Fermín de Apesteguía y Ubago         | 1753-                    |
| II                              | Juan Fulgencio de Apesteguía              |                          |
| Rehabilitación por Alfonso XIII |                                           |                          |
| III                             | María de los Ángeles Muguiro y Beruete    | 1923-1946                |
| IV                              | Fermín López-Roberts y de Muguiro         | 1946-1954                |
| V                               | Mauricio López-Roberts y Melgar           | 1956-2008                |
| VI                              | María de la Macarena López-Roberts Derqui | 2008-actual titular      |

## Historia de los Marqueses de la Torrehermosa
- Juan Fermín de Apesteguía y Ubago, I marqués de la Torrehermosa. Le sucedió:

- Juan Fulgencio de Apesteguía, II marqués de la Torrehermosa.

1. Casó con Juana Herce y Dulce.

Rehabilitado en 1923 por:
- María de los Ángeles Muguiro y Beruete,[2] III marquesa de la Torrehermosa.

1. Casó con Mauricio López-Roberts y Terry. Le sucedió, en 1946, su hijo:

- Fermín López-Roberts y de Muguiro (f. en 1954), IV marqués de la Torrehermosa.

1. Casó con María Teresa Melgar y Escrivá de Romaní. Le sucedió, en 1956, su hijo:

- Mauricio López-Roberts y Melgar, V marqués de la Torrehermosa. Le sucedió, en 2008, por cesión, su hija:

- María de la Macarena López-Roberts Derqui, VI marquesa de la Torrehermosa.

En 1891 Alberto Cólogan y Cólogan, hijo de los marqueses de la Candia y hermano de Bernardo Cólogan y Cólogan, comunicó a la prensa que había obtenido la carta de sucesión en el título de marqués de Torre Hermosa o Torrehermosa. Los periódicos de la época pusieron en duda tal hecho, ya que el marquesado de Torre Hermosa correspondía a la recién fallecida Juana de Llarena-Calderón y Westerling, marquesa de Acialcázar, de la que Cólogan no era descendiente, pero hizo uso del título toda su vida. Su hijo Arturo Cólogan y Bignold solicitó la carta de sucesión del marquesado de Torrehermosa. Sus sucesores han venido utilizando el título de marqueses de Torre Hermosa, hasta que en 2014 por sentencia judicial han sido privados de él, que ha pasado a Leopoldo Tabares de Nava y Marín, descendiente de la marquesa de Acialcázar. La confusión entre un marquesado y otro ha sido constante.